# Mary Rogers
Mary Cecilia Rogers, née vers 1820, trouvée morte le 28 juillet 1841, également appelée la « Beautiful Cigar Girl », est une jeune femme victime d'un meurtre au XIXe siècle, dont l'histoire a connu un retentissement dans l'ensemble des États-Unis. Elle a inspiré à Edgar Allan Poe la nouvelle Le Mystère de Marie Roget, l'un des textes pionniers du roman policier.

## Historique
Mary Rogers est née probablement en 1820 à Lyme (Connecticut), bien que le registre de sa naissance n'ait pas été conservé. Son père meurt dans l'explosion d'un vapeur alors qu'elle a 17 ans et elle prend un emploi de commis dans un bureau de tabac appartenant à John Anderson, à New York. Anderson lui verse un généreux salaire, en partie du fait de son attrait physique, rapporté par de nombreux clients. Un client a écrit qu'il avait passé tout un après-midi au bureau, rien que pour échanger des « regards taquins » avec elle. Un autre admirateur a publié dans le New York Herald un poème décrivant son sourire céleste et ses yeux stellaires Parmi ses clients, on compte plusieurs figures littéraires majeures comme James Fenimore Cooper, Washington Irving et Fitz-Greene Halleck.

### Première disparition
Le 5 octobre 1838, le Sun de New York a annoncé que « Miss Mary Cecilia Rogers » avait disparu de son domicile. Sa mère Phoebe dit qu'elle a trouvé une note de suicide qui, après analyse par le coroner local, révèlerait une « détermination fixe et inaltérable de se détruire ». Le jour suivant, cependant, le Times and Commercial Intelligence indique qu'il s'agit d'un canular et que Rogers a simplement rendu visite à une amie à Brooklyn. Le Sun avait auparavant publié en 1835 une histoire, le Great Moon Hoax, qui avait provoqué quelques remous. Certains ont suggéré que ce retour était un canular, comme en témoigne le fait que Rogers n'est pas retournée immédiatement à son travail. Quand elle le reprend finalement, un journal a suggéré que l'événement était un coup publicitaire imaginé par Anderson.

### Le meurtre
Le 25 juillet 1841, Rogers indique à son fiancé Daniel Payne qu'elle doit rendre visite à sa tante et d'autres membres de sa famille. Trois jours plus tard, le 28 juillet, la police découvre son corps flottant dans l'Hudson à Hoboken (New Jersey). Le mystère de la mort de la jeune femme, considérée comme la Beautiful Cigar Girl, fait sensation dans les journaux et rencontre un écho national. Les détails entourant l'affaire suggèrent qu'elle a été assassinée. Des mois après, l'enquête court toujours quand son fiancé est retrouvé mort, après s'être suicidé. À côté de son cadavre, on trouve un mot exprimant des remords et une fiole de poison vide.
L'histoire, largement couverte par la presse, souligne également l'ineptie et la corruption dans la police de la ville. À l'époque, la ville de New York, qui compte 320 000 habitants, dispose de forces archaïques, comprenant un veilleur de nuit, cent marshals de ville, 31 gardiens de la paix (constable) et 51 officiers de police.
La théorie la plus populaire est que Rogers a été victime d'une violence de gang. En novembre 1842, Frederica Loss avança l'idée que la mort de Rogers était le résultat de l'échec d'une tentative d'avortement. La police a refusé de croire en son histoire, et l'affaire n'a pas été élucidée. L'intérêt pour cette histoire a diminué au bout de neuf semaines, la presse s'intéressant à un autre meurtre.

## Un personnage de fiction

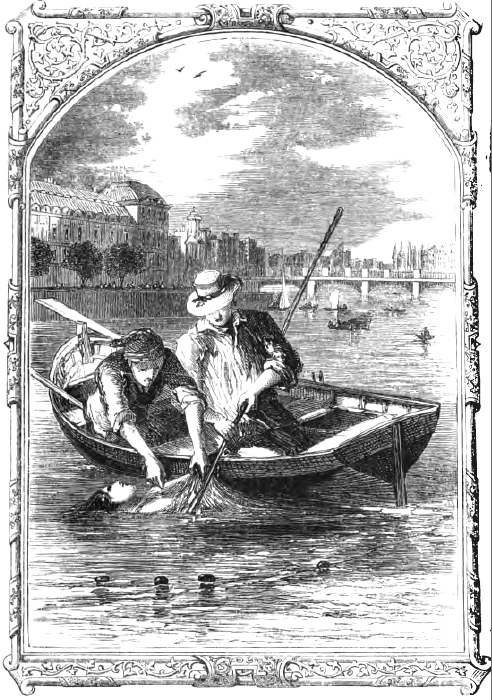
Illustration du Mystère de Marie Roget (1853), une histoire inspirée par le meurtre de Mary Rogers.

L'histoire de Rogers a donné lieu à des adaptations littéraires. La plus notable est Le Mystère de Marie Roget d'Edgar Allan Poe (1842). L'action de l'histoire a été déplacée à Paris et le corps de la victime trouvé dans la Seine. Poe présente l'histoire comme une suite de Double assassinat dans la rue Morgue (1841), communément considéré comme la première histoire policière moderne, et qui a déjà pour personnage principal le chevalier Auguste Dupin. Comme Poe l'écrit dans une lettre : « sous prétexte de montrer comment Dupin [...] élucida le mystère de l'assassinat de Marie, j'entrai, en fait, dans une très rigoureuse analyse de la réelle tragédie de New York ». Le tour de force de Poe est d'avoir mené son enquête uniquement à partir d'articles de journaux, sources entachées d'erreurs, autant informatives que désinformatives. Et d'avoir eu l'intuition exacte, jusque dans le « détail », de ce qui s'était réellement passé. Ce qui lui a permis de dire avec fierté : « les aveux de deux personnes (dont l'une est la madame Deluc du roman), faits à différentes époques et longtemps après cette publication, ont pleinement confirmé, non seulement la conclusion générale, mais aussi tous les principaux détails hypothétiques sur lesquels cette conclusion avait été basée »